# Chatholi Hamza
Chatholi Hamza (* 1. November 1981) ist ein ehemaliger indischer Leichtathlet, der sich auf den Mittelstreckenlauf spezialisiert hat.

## Sportliche Laufbahn
Erste internationale Erfahrungen sammelte Chatholi Hamza im Jahr 2006, als er bei den Hallenasienmeisterschaften in Pattaya in 3:47,26 min den vierten Platz im 1500-Meter-Lauf belegte. Im August siegte er in 3:44,50 min bei den Südasienspielen in Colombo und klassierte sich anschließend bei den Asienspielen in Doha mit 3:43,69 min auf dem siebten Platz. Im Jahr darauf wurde er bei den Asienmeisterschaften in Amman in 3:49,11 min Vierter und gewann anschließend bei den Militärweltspielen in Hyderabad in 3:42,84 min die Bronzemedaille hinter den Kenianern Gideon Gathimba und Shedrack Kibet Korir. Daraufhin startete er bei den Hallenasienspielen in Macau und siegte dort mit neuem Spielerekord von 3:50,22 min. 2008 sicherte er sich bei den Hallenasienmeisterschaften in Doha mit neuem Landesrekord von 3:41,18 min die Silbermedaille hinter dem Katari Thamer Kamal Ali und 2009 gewann er bei den Asienmeisterschaften in Guangzhou mit einer Zeit von 3:48,44 min die Bronzemedaille hinter dem Saudi-Araber Mohammed Shaween und Chaminda Indika Wijekoon aus Sri Lanka. 2010 nahm er an den Commonwealth Games im heimischen Neu-Delhi teil, verpasste dort aber mit 3:44,72 min den Finaleinzug. Anschließend gelangte er bei den Asienspielen in Guangzhou mit 3:44,25 min auf den siebten Platz. Im Jahr darauf erreichte er bei den Militärweltspielen in Rio de Janeiro das Halbfinale über 1500 m und schied dort mit 3:49,07 min aus. 2012 bestritt er in Chennai seinen letzten offiziellen Wettkampf und beendete daraufhin seine aktive sportliche Karriere im Alter von 30 Jahren.
In den Jahren 2006, 2007 und 2009 wurde Hamza indischer Meister im 1500-Meter-Lauf.

## Persönliche Bestzeiten
- 800 Meter: 1:48,29 min, 11. Mai 2007 in Kalkutta
  - 800 Meter (Halle): 1:51,84 min, 14. März 2009 in Athen
- 1000 Meter: 2:23,12 min, 14. Mai 2009 in Chennai
- 1500 Meter: 3:39,9 min, 23. Oktober 2007 in Jamshedpur
  - 1500 Meter (Halle): 3:41,18 min, 15. Februar 2008 in Doha